# Episparis brunoi
Episparis brunoi là một loài bướm đêm trong họ Erebidae.